# Michael Horlacher
Michael Horlacher (* 18. Januar 1888 in Pottenstein; † 12. Oktober 1957 in Bad Tölz) war ein deutscher Politiker (BVP, später CSU). Als Präsident des Bayerischen Landtags von 1946 bis 1950 unterzeichnete er 1949 gemeinsam mit dem Ministerpräsidenten Hans Ehard für Bayern das Grundgesetz.

## Leben und Beruf
Horlacher studierte Rechts- und Staatswissenschaften in München und wurde Mitglied der KDStV Langobardia im CV. Im Oktober 1914 trat er während des Ersten Weltkriegs als Freiwilliger in das 6. Feldartillerie-Regiment „Prinz Ferdinand von Bourbon, Herzog von Calabrien“ der Bayerischen Armee in Fürth ein, wurde aber bereits Anfang Dezember wegen Dienstunfähigkeit entlassen.
Anschließend arbeitete er bis Frühjahr 1917 als Mitarbeiter im Bayerischen Statistischen Landesamt bzw. bei der diesem unterstehenden Bayerischen Lebensmittelstelle. Von 1917 bis 1918 war er volkswirtschaftlicher Schriftleiter bei der München-Augsburger Abendzeitung. 1919 war er Geschäftsführer des Zweckverbandes landwirtschaftlicher Vereine und der Agrarindustrie in Bayern sowie – neben Karl Mayr, Karl Graf von Bothmer, Gottfried Feder, Joseph Hofmiller und weiteren Personen – Referent bei politischen Propagandakursen, die in Zusammenarbeit von Reichswehr und der bayrischen Dienststelle der Reichszentrale für Heimatdienst in der Münchener Universität durchgeführt wurden. Von 1920 bis 1933 fungierte er als Direktor der neu geschaffenen Bayerischen Landesbauernkammer (Landwirtschaftskammer für Bayern). Nach der Machtergreifung der Nationalsozialisten wurde Horlacher 1933 aus politischen Gründen in den Ruhestand versetzt. 1933 und 1944 wurde er verhaftet, die letzten Kriegsmonate verbrachte er im KZ Dachau.
Er war nach dem Krieg Direktor des Bayerischen Raiffeisenverbandes und Staatskommissar für das landwirtschaftliche Genossenschaftswesen und beteiligte sich 1945 an der Wiedergründung des Bayerischen Bauernverbandes. Sein Sohn Hellmut Horlacher folgte ihm als Präsident des Bayerischen Raiffeisenverbandes nach.

## Partei
Horlacher gehörte vor 1933 der Bayerischen Volkspartei an. Er beteiligte sich 1945 an der Gründung der Christlich-Sozialen Union in Bayern. 1948 bis 1951 war er stellvertretender CSU-Vorsitzender.
Innerhalb der CSU führte Horlacher den „Bauernflügel“ bzw. „Bauernverbandsflügel“ an, der zwischen dem christlich-interkonfessionellen Flügel um Josef Müller und dem katholisch-konservativen Flügel um Alois Hundhammer eine eigenständige Politik verfolgte.

## Abgeordneter
Von 1920 bis 1925 war Horlacher bayerischer Landtagsabgeordneter und von 1924 bis 1933 Reichstagsabgeordneter für die Bayerische Volkspartei. In dieser Funktion stimmte er auch Hitlers Ermächtigungsgesetz zu.
Von 1946 bis 1950 gehörte er wieder dem Bayerischen Landtag an; bis zur Niederlegung seines Mandats am 8. Februar 1950 aufgrund seiner Wahl in den Deutschen Bundestag war er zudem Präsident des Landtags. 1947 bis 1949 war er Mitglied des Parlamentarischen Rates beim Länderrat des amerikanischen Besatzungsgebietes. Er gehörte dem Deutschen Bundestag in den ersten beiden Legislaturperioden (1949–1957) an und vertrat den Wahlkreis Forchheim im Parlament.
1952 gehörte er zu der Gruppe von bayerischen Abgeordneten, die erfolglos beantragten, den Artikel 102 des Grundgesetzes mit dem Ziel zu ändern, für bestimmte Delikte die Todesstrafe wieder einzuführen. 1956/57 war er stellvertretender Vorsitzender des Parlamentarischen Untersuchungsausschusses zur Prüfung von Vorgängen in der Einfuhr- und Vorratsstelle für Fette.
Zu einem Markenzeichen seiner derb-bäuerlichen Rhetorik wurde sein Ausspruch von 1950: „Als Einzelne wirkt die Frau wie eine Blume im Parlament, aber in der Masse wie Unkraut.“
Er starb am 12. Oktober 1957, sechs Tage nach dem Ende der 2. Wahlperiode, in der er dem Parlament angehört hatte, und drei Tage vor Beginn der 3. Wahlperiode.

## Ehrungen
- 1953: Großes Verdienstkreuz mit Stern der Bundesrepublik Deutschland

## Werke (Auswahl)
- Das Agrarprogramm der deutschen Sozialdemokratie. Verlag Dr. Pfeiffer, München 1923.
- Die Alkoholkriminalität in Bayern 1910 bis 1913. In: Zeitschrift des Königlich-Bayerischen Statistischen Landesamts. Jahrgang 47, 1915, S. 16–20.
- Einführung in die Agrarpolitik. Bayerischer Landwirtschaftsverlag, München 1951.
- Die Erhaltung der Landwirtschaft (Schriftenreihe der Bayerischen Landesbauernkammer, Band 2). Verlag Pössenbacher, München 1924.
- Feststellung und Erklärung der landwirtschaftlichen Bodenpreisbewegung im Gebiet der niederbayerischen Bezirksämter Griesbach, Pfarrkirchen und Eggenfelden 1900 bis 1910. In: Lujo Brentano (Hrsg.): Preisbewegung landwirtschaftlicher Güter in einigen Teilen Bayerns während der Jahre 1900 bis 1910 (Schriften des Vereins für Sozialpolitik, Band 148). Topos-Verlag, Vaduz 1992, ISBN 3-289-00576-3, S. 1–166 (Nachdruck der Ausgabe München 1914)